# Міські дівчата (фільм)
«Міські дівчата» (англ. Uptown Girls) — американський фільм 2003 режисера Боаза Якіна. У головній ролі — Бріттані Мерфі.

## Зміст
Моллі Ґан — багата спадкоємиця, яка звикла жити одними тусовками і не особливо помічати проблеми інших людей. Але в результаті підступності її бухгалтера героїня залишилася без копійки. Їй доводиться знайти роботу. Моллі влаштовується нянькою до восьмирічної Рей, яка не по роках кмітлива і незалежна. Але це всього лише захисна реакція на той факт, що її мати весь час присвячує роботі.

## Ролі
| Актор          | Роль             |
| -------------- | ---------------- |
| Бріттані Мерфі | Моллі Ганн       |
| Дакота Феннінг | Рей Шлейн        |
| Марлі Шелтон   | Інгрід           |
| Дональд Фейсон | Г'юї             |
| Джессі Спенсер | Ніл Фокс         |
| Гізер Локлір   | Рома Шлейн       |
| Остін Пендлтон | містер Мак-Конкі |
| Пелл Джеймс    | Джулі            |
| Вінтер Калмен  | Голлі            |
| Емі Корб       | Келлі            |

## Знімальна група
- Режисер — Ребекка Томас
- Сценарист — Ребекка Томас
- Продюсер — Джессіка Колдвелл, Річард Нейстадтер, Алехандро Де Леон
- Композитор — Ерік Колвін